# NGC 2964
NGC 2964 (другие обозначения — UGC 5183, IRAS09399+3204, MCG 5-23-27, KUG 0939+320, ZWG 152.56, KCPG 210A, PGC 27777) — спиральная галактика в созвездии Льва. Открыта Уильямом Гершелем в 1785 году.
Этот объект входит в число перечисленных в оригинальной редакции «Нового общего каталога».
Галактика составляет пару, но не взаимодействует с NGC 2968, находясь на угловом расстоянии 5,8 угловых минут от неё. NGC 2964 обладает активным ядром. Спектр галактики в различных областях указывает на то, что в центре происходит звездообразование, а в галактике в основном звёздное население молодое и среднего возраста. Во внутренней части галактики наблюдается положительный градиент металличности. По всей видимости, звездообразование продолжалось в течение 5 миллиардов лет.
Галактика NGC 2964 входит в состав группы галактик NGC 2964. Помимо NGC 2964 в группу также входят NGC 2968, NGC 3003, NGC 2970 и NGC 3021.